# Praravinia coriacea
Praravinia coriacea är en måreväxtart som beskrevs av Cornelis Eliza Bertus Bremekamp. Praravinia coriacea ingår i släktet Praravinia och familjen måreväxter. Inga underarter finns listade i Catalogue of Life.